# Aoki Mikio
Aoki Mikio (青木 幹雄 (Thanh Mộc Can Hùng) sinh ngày 8 tháng 6 năm 1934 – 11 tháng 6 năm 2023) là một chính trị gia người Nhật Bản. Ông đã từng là Chánh Văn phòng Nội các trong nội các của Mori Yoshirō và cũng từng là Tổng thư ký của Đảng Dân chủ Tự do tại Tham Nghj viện. Ông học tại Đại học Waseda nhưng không tốt nghiệp. Ông từng làm quyền Thủ tướng của Nhật Bản khi Obuchi Keizō bị hôn mê năm 2000.
Ông qua đời ngày 11 tháng 6 năm 2023, thọ 89 tuổi.